# Csépe Jenő
Csépe Jenő (Gyöngyös, 1900. augusztus 21. – Budapest, 1966. május 30.) pedagógus, a Demokrata Néppárt országgyűlési képviselője.

## Élete

### Gyermek- és ifjúkora
Csépe Sándor tisztviselő és Rugyai Erzsébet háztartásbeli gyermeke. Öten voltak testvérek. Római katolikus vallásban nevelkedett. 1925-ben feleségül vette Matusek Erzsébetet (1901-1982). Négy gyermekük született: Magdolna (1927) grafikus, Jenő (1928) tanár, Béla (1931) árszakértő, László (1938) elektromérnök. Csépe Béla 1990 és 1998 között a Kereszténydemokrata Néppárt országgyűlési képviselője, majd 2002-ig miniszterelnöki tanácsadó.
Elemi iskoláját és gimnáziumát szülővárosában, Gyöngyösön végezte. Tovább a Királyi Magyar Pázmány Péter Tudományegyetemen folytatta tanulmányait, ahol 1924-ben magyar nyelv és irodalom-történelem szakos tanári diplomát szerzett.
Szolnokon kezdte meg munkáját, majd tanított Miskolcon, Kiskunfélegyházán és 1945-ös kitelepítéséig Kassán. 1945 és 1949 között a miskolci állami polgári leányiskola igazgatója volt.

### Politikai pályája
A két világháború között csatlakozott a Magyar Országos Véderő Egyesülethez, politikai érdeklődése azonban a keresztényszocialista reformmozgalmak felé vezette. Kapcsolatot ápolt a KALOT-tal, tagja lett a Magyar Dolgozók Országos Hivatásszervezete értelmiségi tagozatának. 1946-ban rövid ideig csatlakozott a Magyar Szabadság Párthoz, majd 1947-ben belépett a Demokrata Néppártba. Az 1947. augusztus 31-i országgyűlési választásokon képviselő-jelöltséget vállalt pártja Borsod-Gömör-Zemplén-Abaúj megyei listáján. Bartha Béla katolikus pap visszalépése után pedig bekerült az Országgyűlésbe. 1948 novemberétől a DNP frakciójának alelnöke lett.

### A diktatúra idején
Mandátumának lejárta után állásából felfüggesztették. Bár nem nyugdíjazták, fizetést sem kapott. 1956 végén rehabilitálták ugyan, és a markazi általános iskolában újra taníthatott, de romló egészségi állapota miatt 1960-tól felhagyott hivatásával. Öregségi nyugdíjat csak 1963-tól folyósítottak a számára. Pár évre rá, 1966-ban elhunyt.